# تشيما فيروسو
تشيما فيروسو (بالإنجليزية: Cima Verosso)‏ هو أحد جبال سلسلة جبال الألب بينيني وجزء من القمة الأم يقع في بييمونتي, إيطاليا (near the Swiss border). يبلغ ارتفاع الجبل حوالي 2444 متر، بينما يبلغ ارتفاع نتوء الجبل 118 متر.